# Карведилол
Карведилол — α- и β-адреноблокатор без внутренней симпатомиметической активности.

## Фармакологическое действие
Блокирует α1-, β1- и β2-адренорецепторы, оказывает вазодилатирующее, антиангинальное и антиаритмическое действие. Вазодилатирующий эффект связан главным образом с блокадой α1-адренорецепторов. Благодаря вазодилатации снижает ОПСС. Не имеет собственной симпатомиметической активности (СМА), обладает мембраностабилизирующими свойствами. Сочетание вазодилатации и блокады бета-адренорецепторов приводит к следующим эффектам: у больных с артериальной гипертензией снижение артериального давления не сопровождается увеличением ОПСС, не снижается периферический кровоток (в отличие от бета-адреноблокаторов). Частота сердечных сокращений снижается незначительно. У больных ишемической болезнью сердца оказывает антиангинальное действие. Уменьшает пред- и постнагрузку на сердце. Не оказывает выраженного влияния на липидный обмен и содержание K+, Na+ и Mg2+ в плазме. У пациентов с нарушениями функции ЛЖ и/или СН благоприятно влияет на гемодинамические показатели и улучшает фракцию выброса и размеры ЛЖ. Оказывает антиоксидантное действие, устраняя свободные кислородные радикалы. Снижает риск смерти больных с декомпенсированной хронической сердечной недостаточностю (на 65 %) и частоту госпитализаций (на 38 %). При умеренной ХСН снижает риск смерти на 28 %. Эффект больше выражен у пациентов с тахикардией (частота сердечных сокращений более 82 уд/мин) и низкой фракцией выброса (менее 23 %). Терапевтический эффект проявляется при ишемической этиологии хронической сердечной недостаточностю и у больных с дилатационной КМП.

## Фармакокинетика
После приема внутрь быстро и почти полностью всасывается в желудочно-кишечный тракт. TCmax в плазме — 1 ч. Биодоступность — 25 %. Связь с белками плазмы — 98-99 %. Объём распределения — около 2 л/кг. Метаболизируется в печени (имеет эффект первого «прохождения» через печень). Метаболиты обладают выраженным антиоксидантным и адреноблокирующим действием. T1/2 — 6-10 ч. Плазменный клиренс — 590 мл/мин. Выводится в основном с желчью. У больных с нарушением функции печени биодоступность может возрастать до 80 %. Проникает через плацентарный барьер, выделяется с грудным молоком.

## Показания
Артериальная гипертензия, ишемическая болезнь сердца, хроническая сердечная недостаточность (в комплексном лечении).

## Противопоказания
Гиперчувствительность, AV блокада II—III ст., печеночная недостаточность, выраженная брадикардия, СССУ, кардиогенный шок, бронхиальная астма, артериальная гипотензия (систолическое артериальное давление меньше 85 мм рт. ст.), беременность, период лактации, возраст до 18 лет (безопасность и эффективность применения не установлены). C осторожностью. Бронхоспастический синдром, хронический бронхит, эмфизема легких, стенокардия Принцметала, сахарный диабет, гипогликемия, тиреотоксикоз, окклюзионные заболевания периферических сосудов, феохромоцитома, депрессия, миастения, псориаз, почечная недостаточность, декомпенсированная хроническая сердечная недостаточность (IV функциональный класс по NYHA).

## Режим дозирования
Внутрь, запивая достаточным количеством жидкости. При артериальной гипертензии — 12,5 мг 1 раз в день в первые 2 дня, затем - по 25 мг 1 раз в день, с возможным постепенным увеличением дозы с интервалом не менее 2 недель. При стенокардии — 12,5 мг 1 раз в день в первые 2 дня, затем - по 25 мг 2 раза в день (максимально — до 100 мг, разделенных на 2 приема). При хронической сердечной недостаточности (на фоне подобранной терапии препаратами наперстянки, диуретиками и ингибиторами АПФ) начинают с 3,125 мг 2 раза в день в течение 2 недель, затем (при хорошей переносимости) эту дозу увеличивают до 6,25 мг 2 раза в день, затем — до 12,5-25 мг 2 раза в день (при массе тела менее 85 кг максимальная доза составляет 25 мг 2 раза в день, при массе более 85 кг — 50 мг 2 раза в день). Если лечение прерывается более чем на 2 недели, то его возобновление начинают с дозы 3,125 мг 2 раза в день с последующим увеличением дозы.

## Побочные эффекты
В таблице представлены побочные эффекты карведилола, встречавшиеся у ≥1 % пациентов во время плацебоконтролируемых клинических испытаний при лечении гипертонии.
|                             | Карведилол | Плацебо   |
| --------------------------- | ---------- | --------- |
|                             | (n = 1142) | (n = 462) |
| Сердечно-сосудистая система |            |           |
| Брадикардия                 | 2 %        | —         |
| Ортостатическая гипотензия  | 2 %        | —         |
| Периферические отёки        | 1 %        | —         |
| Центральная нервна система  |            |           |
| Головокружение              | 6 %        | 5 %       |
| Бессонница                  | 2 %        | 1 %       |
| Пищеварительная система     |            |           |
| Диарея                      | 2 %        | 1 %       |
| Система кроветворения       |            |           |
| Тромбоцитопения             | 1 %        | —         |
| Метаболические нарушения    |            |           |
| Гипертриглицеридемия        | 1 %        | —         |

Побочные эффекты карведилола, встречающиеся с частотой от 0,1 % до 1 %:
- Со стороны сердечно-сосудистой системы: нарушения периферического кровообращения, брадикардия;
- Со стороны нервной системы: гипокинезия;
- Со стороны пищеварительной системы: билирубинемия, повышение активности «печеночных» трансаминаз (0,2 % пациентов выбыли из исследования по этой причине);
- Психические нарушения: нервозность, расстройства сна, обострение депрессии, нарушение концентрации внимания, нарушения мышления, эмоциональная лабильность, кошмарные сновидения;
- Со стороны дыхательной системы: астма;
- Половая функция у мужчин: снижение либидо;
- Кожные проявления: зуд, эритема, папулёзная сыпь, псориазоподобная сыпь, фотосенсибилизация;
- Органы чувств: шум в ушах;
- Со стороны мочевыделительной системы: увеличение частоты мочеиспусканий;
- Периферическая нервная система: сухость во рту, повышенная потливость;
- Метаболические нарушения: гипокалиемия;
- Со стороны органов кроветворения: лейкопения, анемия.

Следующие события были зарегистрированы у ≤0,1 % больных и потенциально важны: полная AV-блокада, блокада ножки пучка Гиса, ишемия миокарда, цереброваскулярные расстройства, судороги, мигрень, невралгия, парез, анафилактоидные реакции, алопеция, эксфолиативный дерматит, амнезия, желудочно-кишечное кровотечение, бронхоспазм, отёк легких, снижение слуха, респираторный алкалоз, повышение азота мочевины, снижение ЛПВП, панцитопения и атипичные лимфоциты.

## Передозировка
Симптомы: Выраженное снижение артериального давления (систолическое артериальное давление 80 мм рт. ст. и ниже), брадикардия (менее 50 уд/мин), нарушение дыхательной функции (в том числе бронхоспазм), хроническая сердечная недостаточность, кардиогенный шок, остановка сердца.
Лечение: Кардиотоники, контроль сердечно-сосудистой системы, функции дыхательной системы и почек.

## Особые указания
Следует с осторожностью назначать пациентам, работа которых требует быстрой психомоторной реакции (во время работы с машинами и механизмами, при управлении транспортными средствами), больным, использующим контактные линзы (уменьшение слезоотделения). Отмена должна осуществляться постепенно (во избежание развития синдрома «отмены»), в течение нескольких дней (особенно у больных с ишемической болезнью сердца). При хранении на свету возможно изменение цвета таблеток. Может маскировать симптомы тиреотоксикоза, гипогликемии. Клинический опыт применения карведилола в педиатрической практике отсутствует. В случае необходимости проведения хирургического вмешательства с использованием анестезии необходимо предупредить анестезиолога о предшествующей терапии карведилолом. При прогрессировании сердечной недостаточности на фоне лечения рекомендуется увеличить дозу диуретиков, при почечной недостаточности дозу регулируют в зависимости от функционального состояния почек. В период лечения исключается употребление этанола.

## Взаимодействие
Усиливает действие инсулина и производных сульфонилмочевины (одновременно маскируя или ослабляя выраженность симптомов гипогликемии, снижая расщепление гликогена печени до глюкозы), гипотензивных лекарственных средств (ингибиторов АПФ, тиазидных диуретиков, вазодилататоров). С осторожностью используют совместно с антиаритмическими лекарственными средствами и БМКК (верапамил, дилтиазем), не назначая их внутривенно. Повышает концентрацию дигоксина в сыворотке крови. Общие анестетики усиливают отрицательный инотропный и гипотензивный эффект. Фенобарбитал, рифампицин ускоряют метаболизм и снижают концентрацию карведилола в плазме. Ингибиторы микросомального окисления (циметидин), диуретики и ингибиторы АПФ усиливают гипотензивный эффект.